# Louette-Saint-Pierre
Louette-Saint-Pierre is een dorpje in de Belgische provincie Namen en een deelgemeente van Gedinne. Het ligt een tweetal kilometer ten westen van Louette-Saint-Denis, beide ongeveer 2,5 km ten zuiden van Gedinne-centrum. Tot 1 januari 1977 was het een zelfstandige gemeente. Het dorpscentrum van Louette-Saint-Pierre ligt nabij het riviertje de Houille en Croix Scaille.

## Demografische ontwikkeling
- Bronnen:NIS, Opm:1831 tot en met 1970=volkstellingen, 1976= inwoneraantal op 31 december

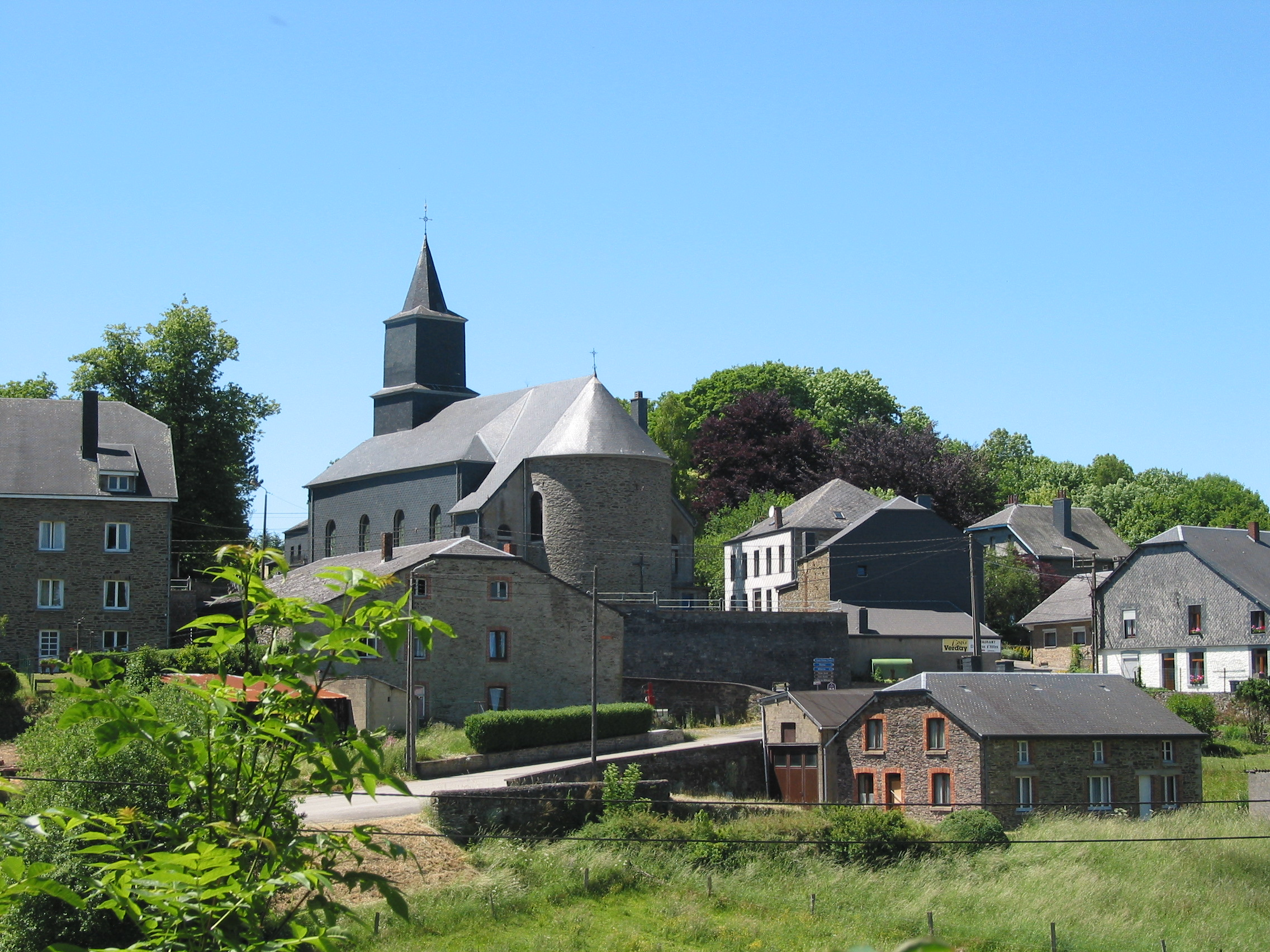
Dorpscentrum en Église Saint-Pierre